# RB Leipzig in het seizoen 2014/15
Het seizoen 2014/2015 was het 6e jaar in het bestaan van de Duitse voetbalclub RB Leipzig. De ploeg kwam uit in de 2. Bundesliga en eindigde op de vijfde plaats. In de strijd om de DFB Pokal verloor de club in de derde ronde van VfL Wolfsburg met 0–2.

## Wedstrijdstatistieken

### 2. Bundesliga
|       | VfR Aalen | VfL Bochum | SV Darmstadt 98 | Eintracht Braunschweig | FC Erzgebirge Aue | Fortuna Düsseldorf | FSV Frankfurt | SpVgg Greuther Fürth | 1. FC Heidenheim 1846 | FC Ingolstadt 04 | 1. FC Kaiserslautern | Karlsruher SC | TSV 1860 München | 1. FC Nürnberg | SV Sandhausen | FC St. Pauli | 1. FC Union Berlin |
| ----- | --------- | ---------- | --------------- | ---------------------- | ----------------- | ------------------ | ------------- | -------------------- | --------------------- | ---------------- | -------------------- | ------------- | ---------------- | -------------- | ------------- | ------------ | ------------------ |
| Thuis | 0 – 0     | 2 – 0      | 2 – 1           | 3 – 1                  | 1 – 0             | 3 – 1              | 0 – 1         | 2 – 0                | 1 – 1                 | 1 – 0            | 0 – 0                | 3 – 1         | 1 – 1            | 2 – 1          | 0 – 4         | 4 – 1        | 3 – 2              |
| Uit   | 0 – 0     | 1 – 2      | 1 – 0           | 1 – 1                  | 2 – 0             | 2 – 2              | 0 – 0         | 0 – 1                | 1 – 0                 | 2 – 1            | 1 – 1                | 0 – 0         | 0 – 3            | 1 – 0          | 0 – 0         | 1 – 0        | 2 – 1              |

### DFB Pokal
| 1e ronde                       | RB Leipzig                                                        | 2 – 1 (1 – 1) Na verlenging | SC Paderborn 07                     |  |
| Plaats: Leipzig Red Bull Arena | Anthony Jung 43' Clemens Fandrich 109'                            |                             | 27' Süleyman Koç                    |  |
| 2e ronde                       | RB Leipzig                                                        | 3 – 1 (0 – 1) Na verlenging | FC Erzgebirge Aue                   |  |
| Plaats: Leipzig Red Bull Arena | Yussuf Poulsen 90+1' Dominik Kaiser 98' (pen.) Terrence Boyd 108' |                             | 20' (e.d.) Lukas Klostermann        |  |
| 3e ronde                       | RB Leipzig                                                        | 0 – 2 (0 – 1)               | VfL Wolfsburg                       |  |
| Plaats: Leipzig Red Bull Arena |                                                                   |                             | 20' Daniel Caligiuri 57' Timm Klose |  |

## Statistieken RB Leipzig 2014/2015

### Eindstand RB Leipzig in de 2. Bundesliga 2014 / 2015
| Stand | Gespeeld | Gewonnen | Gelijk | Verloren | Punten | Doelpunten voor | Doelpunten tegen | Gele kaarten | Rode kaarten |
| ----- | -------- | -------- | ------ | -------- | ------ | --------------- | ---------------- | ------------ | ------------ |
| 5e    | 34       | 13       | 11     | 10       | 50     | 39              | 31               | –            | –            |

### Topscorers
| #      | Naam              | Goal |
| ------ | ----------------- | ---- |
| 1.     | Yussuf Poulsen    | 11   |
| 2.     | Dominik Kaiser    | 8    |
| 3.     | Daniel Frahn      | 4    |
| 4.     | Georg Teigl       | 3    |
| 5.     | Terrence Boyd     | 2    |
| 5.     | Joshua Kimmich    | 2    |
| 6.     | Fabio Coltorti    | 1    |
| 6.     | Niklas Hoheneder  | 1    |
| 6.     | Lukas Klostermann | 1    |
| 6.     | Matthias Morys    | 1    |
| 6.     | Yordy Reyna       | 1    |
| 6.     | Rodnei            | 1    |
| 6.     | Denis Thomalla    | 1    |
| Totaal | Totaal            | 39   |

| #      | Naam             | Goal |
| ------ | ---------------- | ---- |
| 1.     | Terrence Boyd    | 1    |
| 1.     | Yussuf Poulsen   | 1    |
| 1.     | Anthony Jung     | 1    |
| 1.     | Dominik Kaiser   | 1    |
| 1.     | Clemens Fandrich | 1    |
| Totaal | Totaal           | 5    |